# Petipirene
Petipirene is een geslacht van vliesvleugeligen uit de familie Pteromalidae. De wetenschappelijke naam van dit geslacht is voor het eerst geldig gepubliceerd in 1988 door Boucek.

## Soorten
Het geslacht Petipirene is monotypisch en omvat slechts de volgende soort:
- Petipirene eximia Boucek, 1988